# Kloster Bödingen

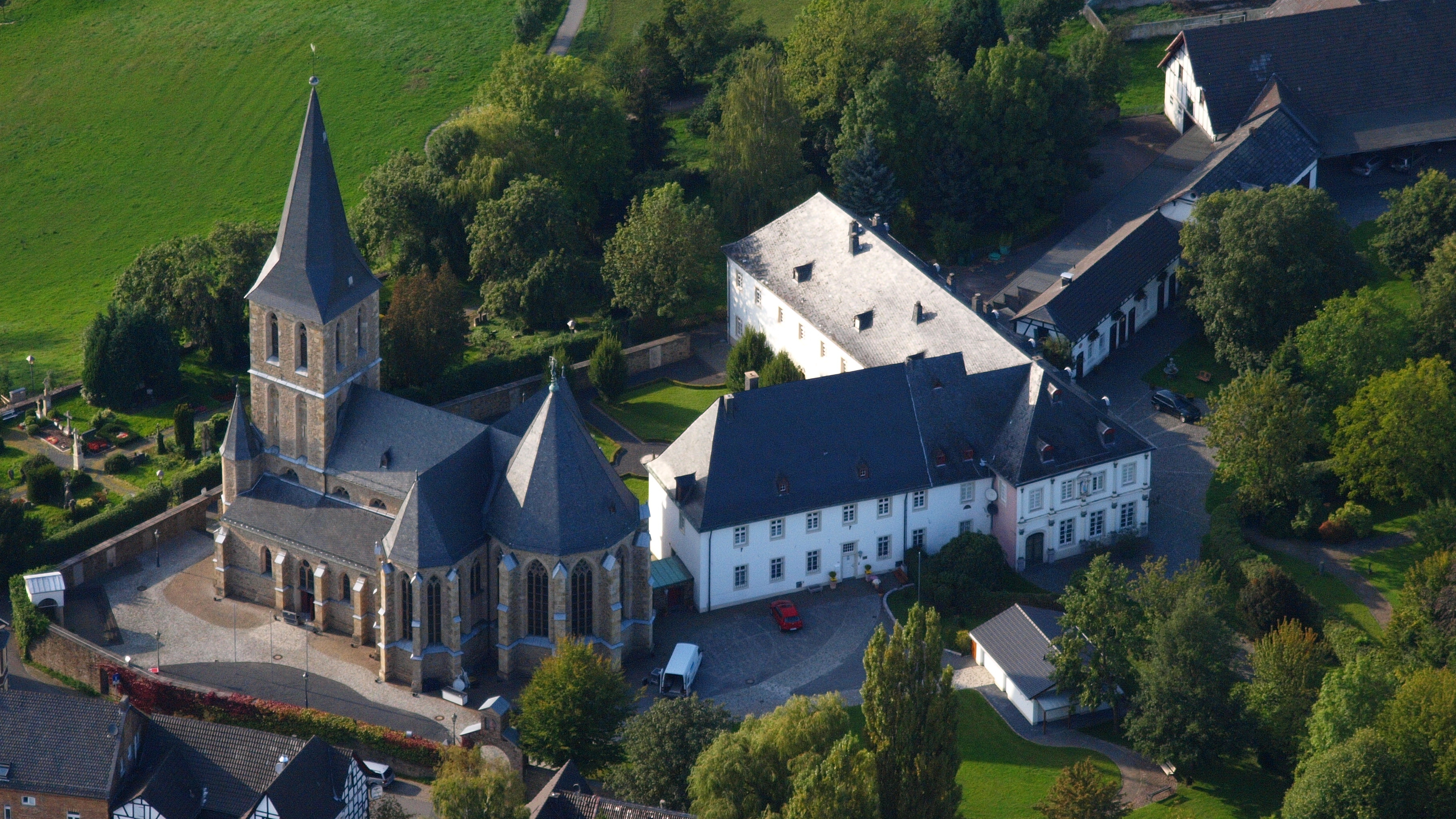
Wallfahrtskirche und ehemaliges Kloster

Das Kloster Bödingen in Bödingen, einem Ortsteil von Hennef (Sieg), entstand 1424 neben der bereits 1408 eingeweihten Wallfahrtskirche Zur Schmerzhaften Mutter Gottes.

## Legende
Um 1350 hat der einfache Arbeiter Christian von Lauthausen nach einer Marienerscheinung in einer Kölner Werkstatt das Vesperbild der „Mater Dolorosa“ schnitzen lassen und es zunächst in einem Bildstock neben seiner Klause im Wald bei Altenbödingen aufgestellt. Wegen der vielen Pilger wollte er dieser Pietà dort eine Kapelle bauen, was aber nicht gelang, weil die Mauern über Nacht immer wieder einstürzten. Da hatte er erneut eine leuchtende Erscheinung der Mutter Gottes, die ihm befahl, seinen Maulesel zu beladen und diesem zu folgen. Dort, wo der Maulesel in der Wildnis stehen blieb, nämlich an der Kreuzung des Weges von Oberauel zur Nutscheidstraße, wurde dann die Kapelle erbaut.

## Wallfahrtskirche
Gemeinsam mit Pfarrer Peter Meisenbach aus Geistingen begann Christian von Lauthausen 1397 mit dem Bau einer großen Kirche, die dem wachsenden Pilgerstrom zu diesem Ort gerecht wurde. 1408 wurde die Kirche Zur Schmerzhaften Mutter Gottes geweiht. Es handelt sich um den ältesten Wallfahrtsort der schmerzhaften Mutter in Deutschland. Fast täglich wandern heute noch Pilger den gut 2 Kilometer langen Weg vom S-Bahn-Haltepunkt Blankenberg an der Siegtalstrecke nach Bödingen herauf, der über Oberauel an der dortigen  Antoniuskapelle vorbei und dann auf einem schönen alten Pilgerweg hinauf zur Wallfahrtskirche führt.

## Kloster

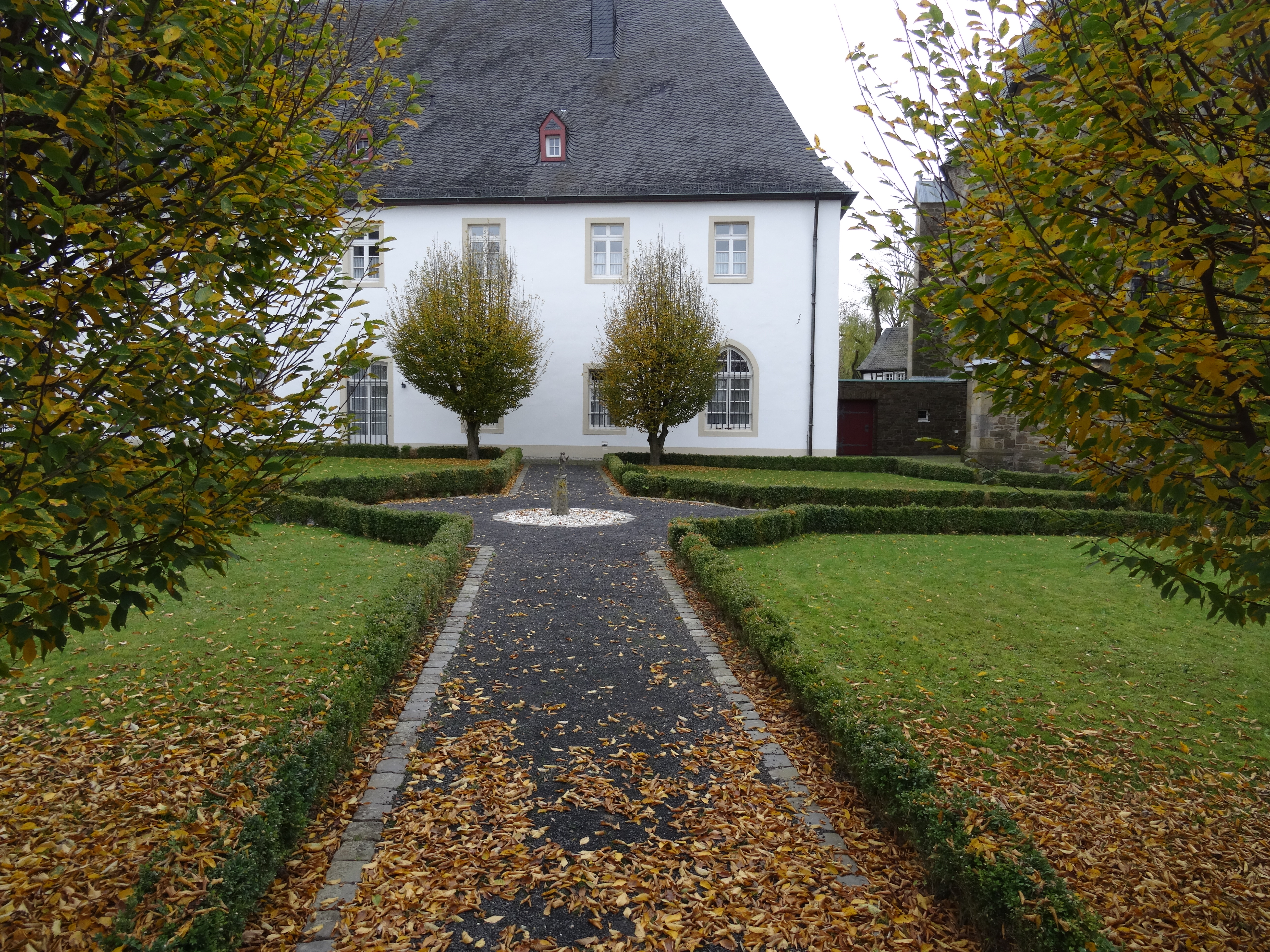
Klostergarten

Zur Betreuung der Pilger wurde nach der Einführung des Kompassionsfestes 1424 ein Augustiner-Chorherren-Kloster der Kongregation von Windesheim durch den Pater Heinrich Loder [Hynrici de Loder], Prior von Nordhorn, gegründet. Ihm wurde die Gründung vom Generalkapitel übertragen (“cuius legacio patri Henrico Loeder, in Northorn priori, a capitulo fuit commissa”). Das Klosterbewohner waren anfänglich zwei Priester, zwei Diakone und ein Novize.

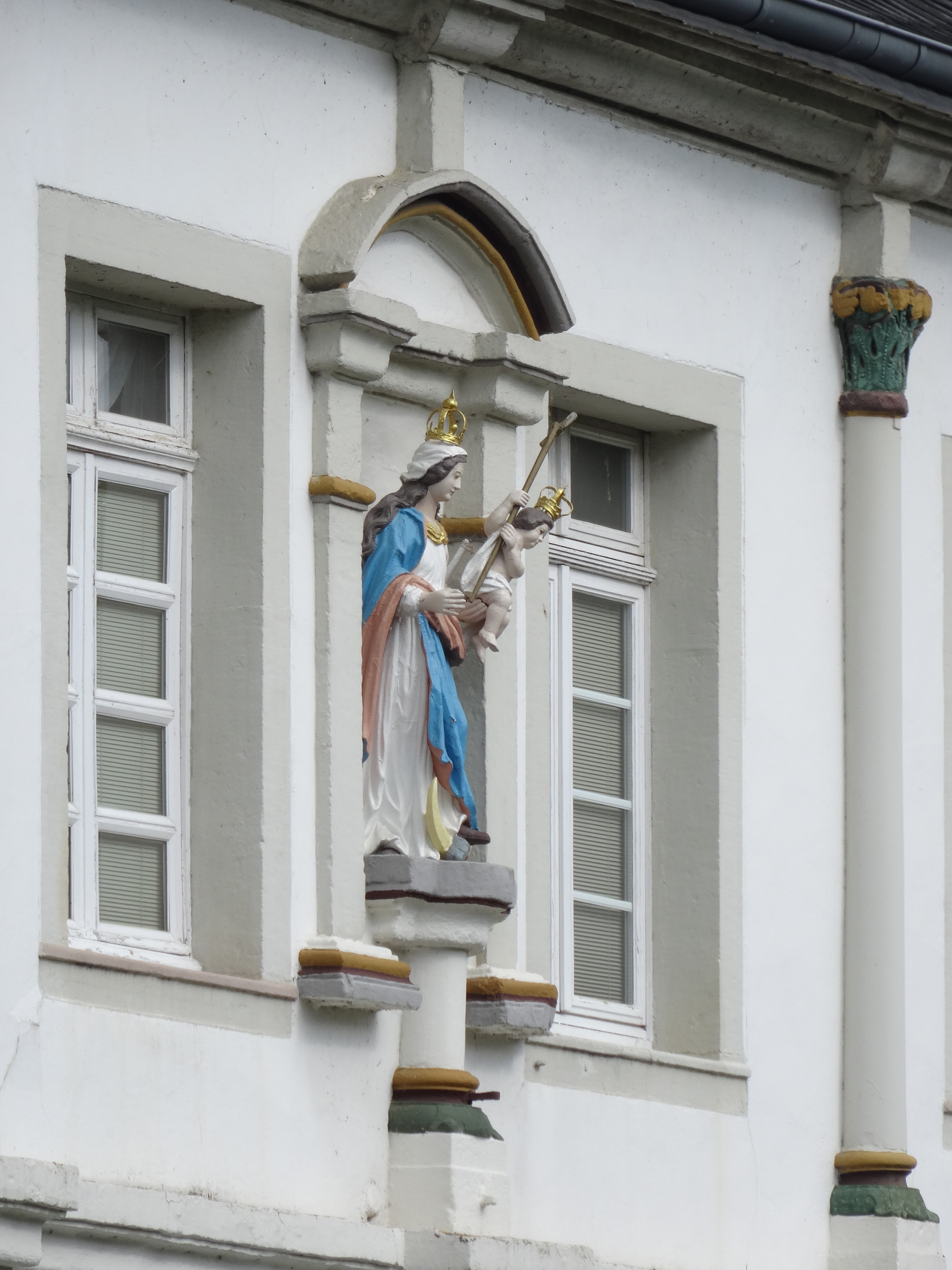
Madonna im Sommerrefektorium von 1732

Es stehen heute noch zwei Gebäude-Flügel, die 1677 bis 1692 errichtet wurden. 1732 wurde ein noch erhaltenes Sommerrefektorium mit Säulen an der Fassade erweitert, wie die Inschrift als Chronogramm über dem Eingang bestätigt: „Sto SaLVatorI MatrIs patIentIs honorI HIs perVersa rVant, fLorIDa LVstra fLVant“. Die Säulen stammen vermutlich von der ehemaligen Kirche in Dondorf, nachdem diese Ende des 17. Jahrhunderts wegen Baufälligkeit abgerissen werden musste. In einer Ädikula ist eine Barockmadonna ausgestellt. Diese stammt aus der Burg Blankenburg.
Im Truchsessischen Krieg wurde Kloster Bödingen durch Truppen von Graf Adolf von Neuenahr geplündert und etliche Untertanen erbärmlich umgebracht.
Einer der Diakone war Johannes Busch, der später als apostolischer Visitator 43 Klöster reorganisierte. Das Kloster wurde 1803 im Zuge der Säkularisation aufgelöst.
Der Bereich um das Kloster steht unter Denkmalschutz.
Liste der Priore
| Nr. | Name                           | Dauer           | Grabstein vorhanden | Todesdatum |
| --- | ------------------------------ | --------------- | ------------------- | ---------- |
| 1   | Berthold v. Münster            | 1424(?)-1440(?) | nein                | unbekannt  |
| 2   | Wilhelm Keppel                 | ?               | nein                | 1447       |
| 3   | Heinrich Menyen von Dinslaken  | 1451–1467       | nein                | 1467       |
| 4   | Johannes Wilde                 | 1467–1469       | nein                | unbekannt  |
| 5   | Gerhard Ruysch                 | 1469            | nein                | unbekannt  |
| 6   | Dietrich von Bonn              | 1469–1476       | nein                | 1482       |
| 7   | Oitbertus Swolle               | 1476–1478       | nein                | 1483       |
| 8   | Jacobus von der Heggen         | 1478–1485       | nein                | 1485       |
| 9   | Walram up dem Koell            | 1485–1511       | nein                | 1511       |
| 10  | Johannes Ovisheim              | 1511–1528       | nein                | 1529       |
| 11  | Gottfried von Flittard         | 1528–1553       | nein                | 1554       |
| 12  | Theodoricus Bergen             | 1553–1559       | nein                | 1559       |
| 13  | Heinrich Bergen                | 1559(?)-1574    | nein                | 1574       |
| 14  | Wilhelmus Sylvanus Buschman    | 1574–1600       | ja                  | 1600       |
| 15  | Balthasar Solingeus de Colonia | 1600–1625       | nein                | 1625       |
| 16  | Johannes Schütz                | 1625–1628       | ja                  | 1628       |
| 17  | Gottfried Worm                 | 1628–1637       | nein                | 1637       |
| 18  | Wilhelm Birgell                | 1637–1654       | nein                | 1654       |
| 19  | Johannes Keller                | 1654–?          | nein                | unbekannt  |
| 20  | Johannes Quinnkarth            | ?–1675          | nein                | 1675       |
| 21  | Johann Reiner Collmann         | 1675–1705       | ja                  | 1705       |
| 22  | Andreas Myren                  | 1705–1708       | ja                  | 1708       |
| 23  | Wilhelm Rudolph Buchner        | 1708–1714       | ja                  | 1714       |
| 24  | Otto Wilhelm Widemeyer         | 1714–1728       | ja                  | 1728       |
| 25  | Johannes Beckmann              | 1728–1735       | ja                  | 1735       |
| 26  | Anton Pöttcken                 | 1735–1751       | ja                  | 1751       |
| 27  | Heinrich Klein                 | 1751–1770       | nein                | 1792       |
| 28  | Leonhard Gade                  | 1770–1791       | nein                | 1791       |
| 29  | Gottbried Oettershagen         | 1791–1803       | nein                | 1792       |

Porträts:

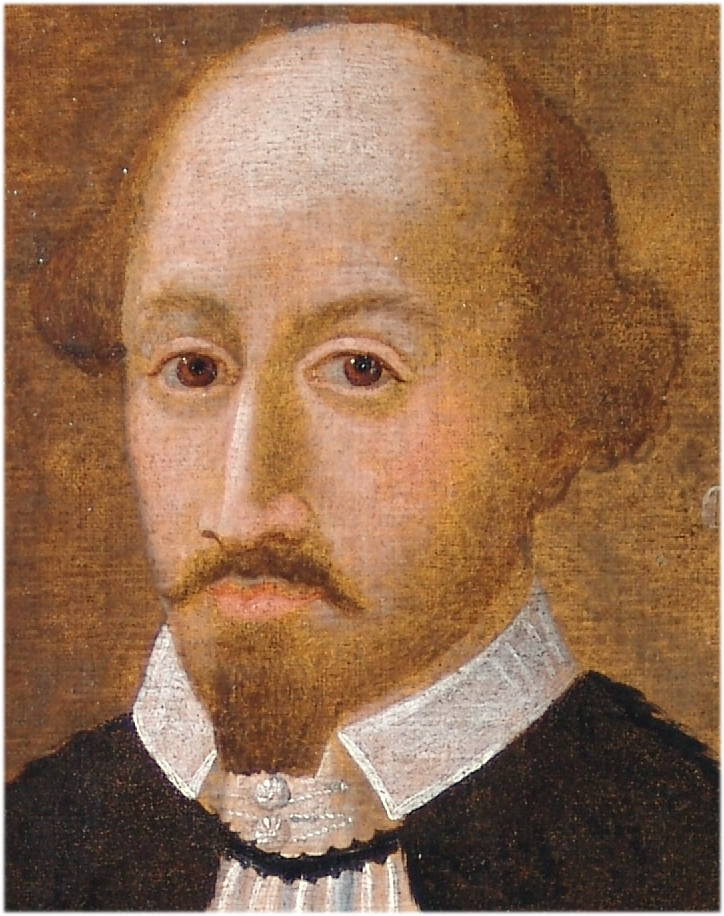
Gottfried von Flittard, 11. Prior
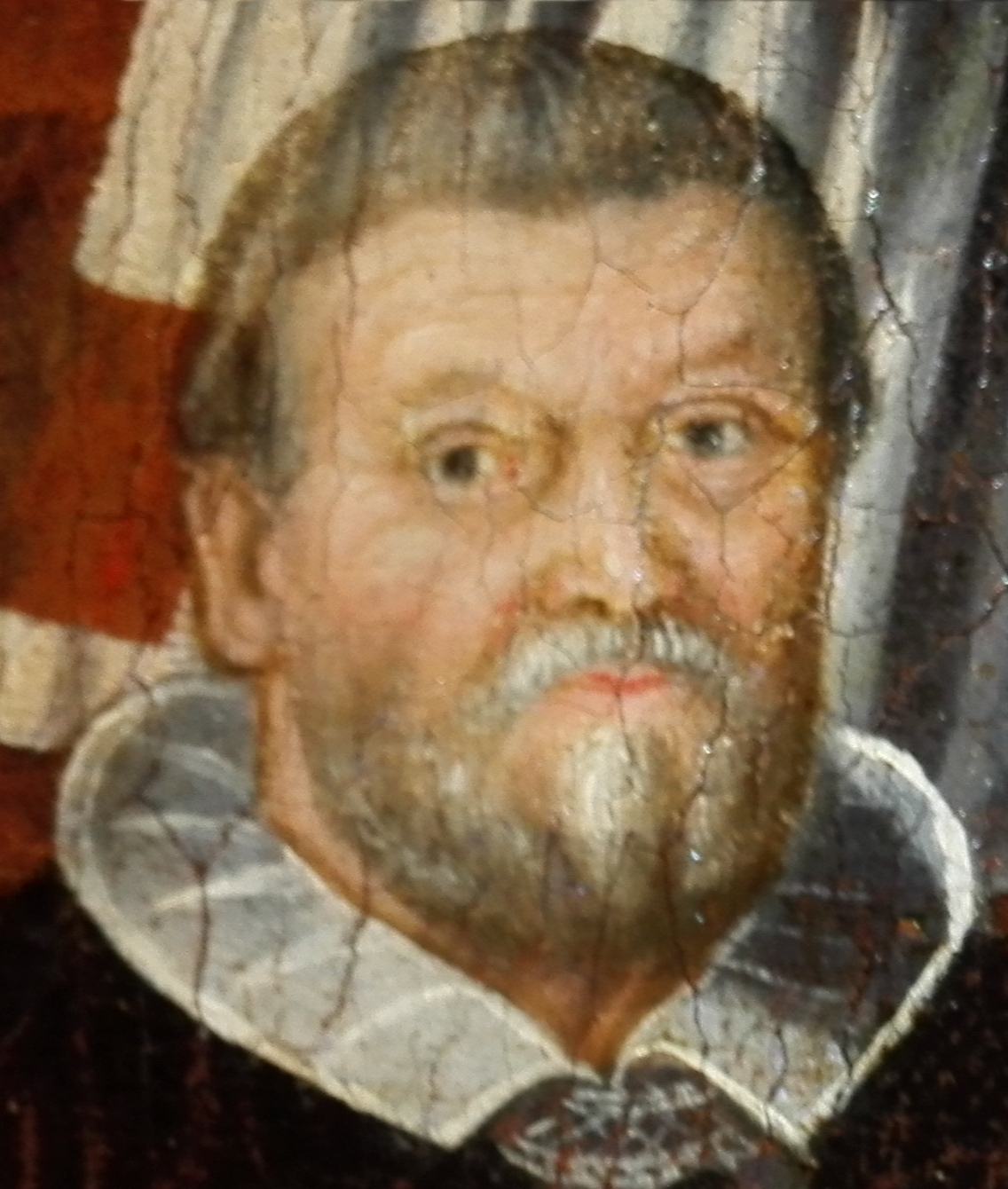
Balthasar Solingeus de Colonia, 15. Prior
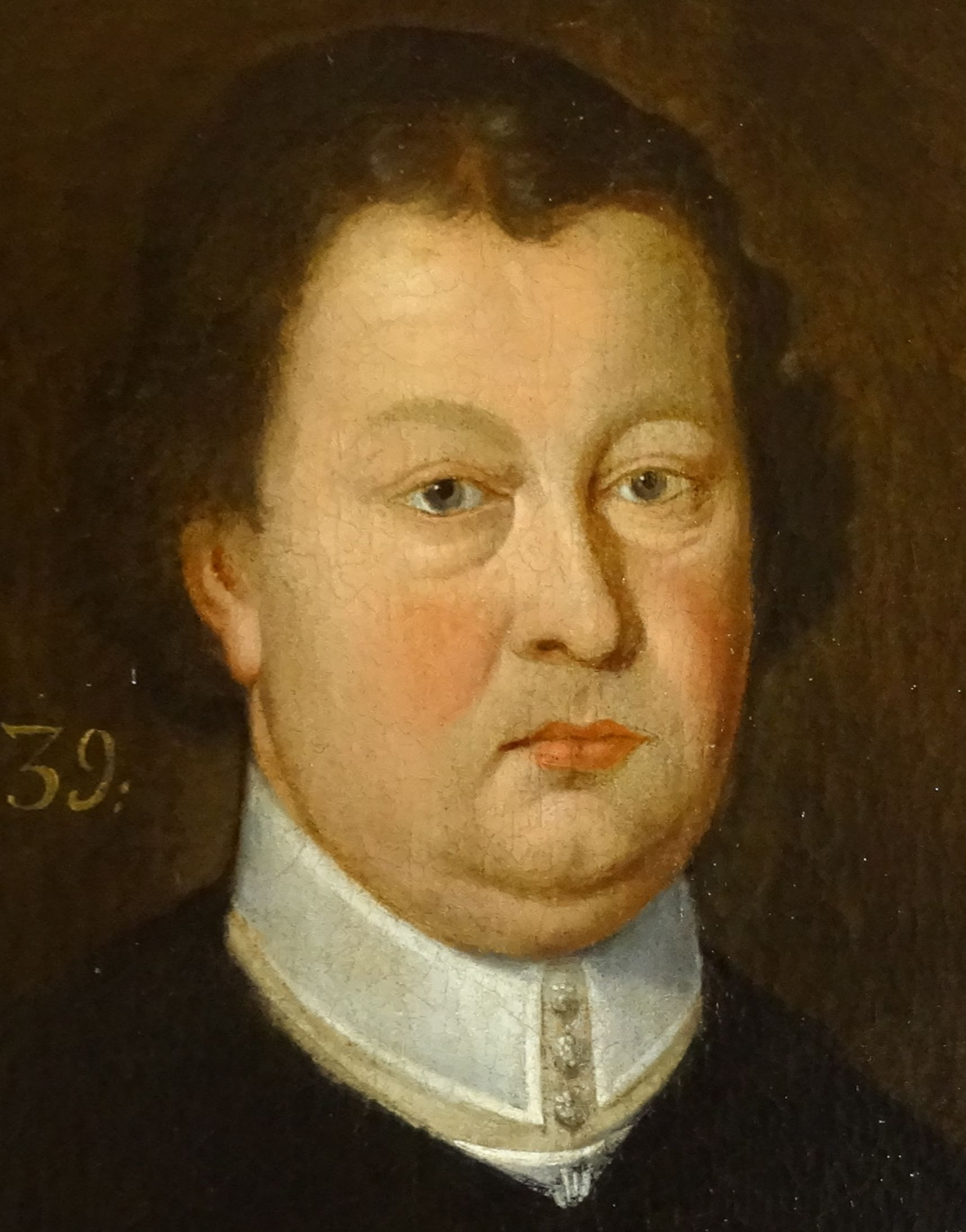
Johannes Beckmann, 25. Prior

Grabsteine:

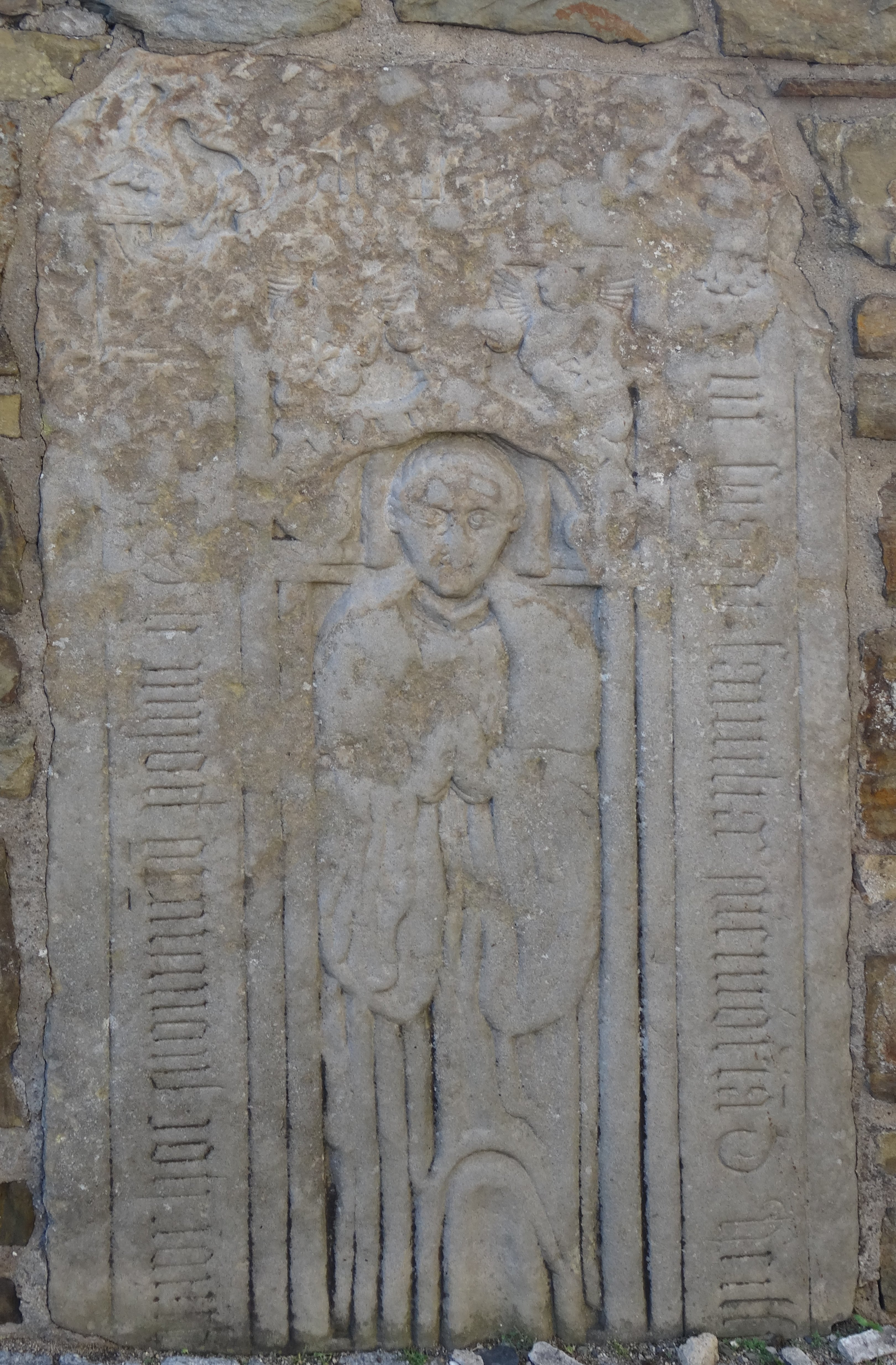
Wilhelm Buschmann, 14. Prior, † 1600
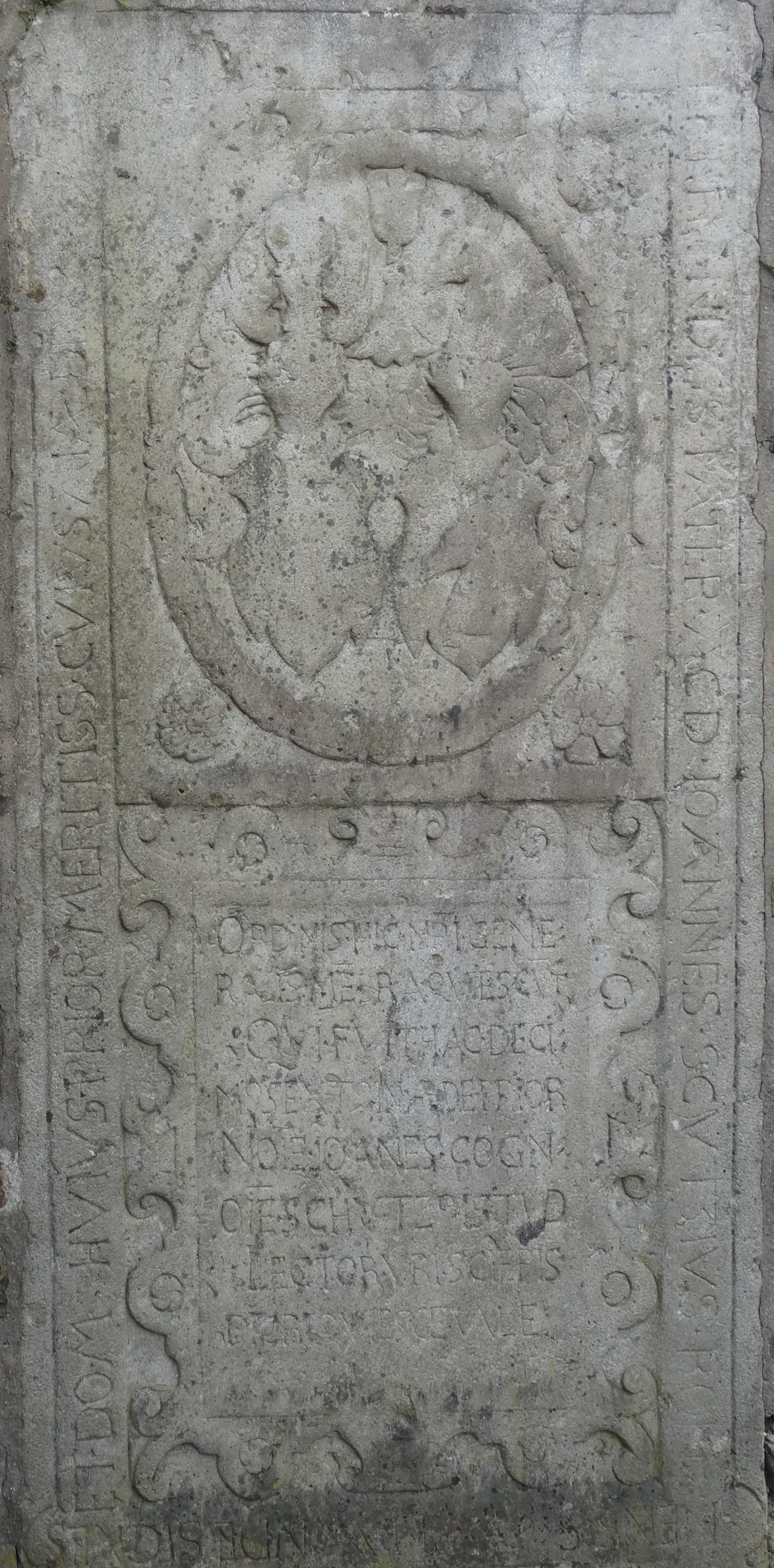
Johannes Schütz, 16. Prior, † 1628
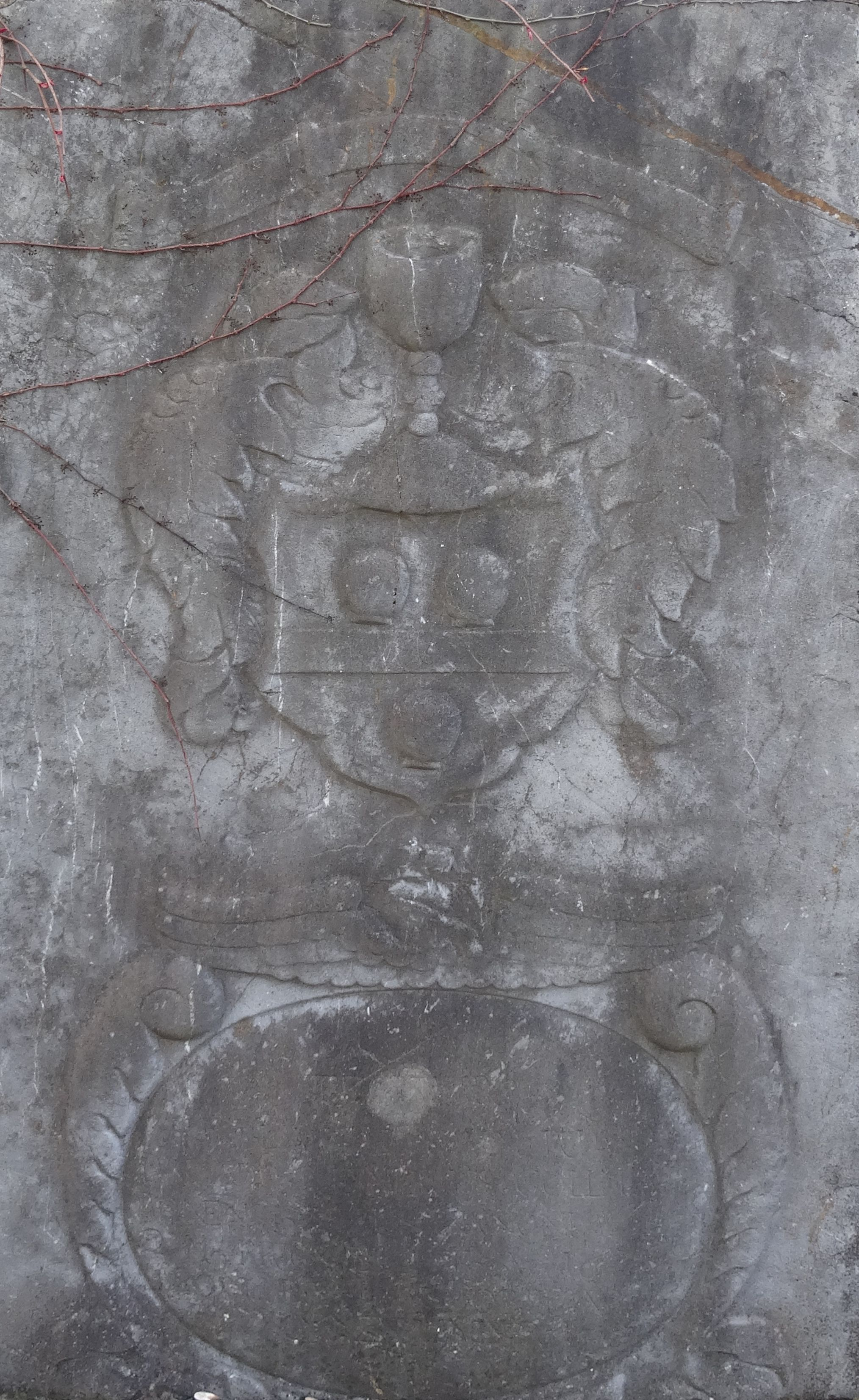
Reiner Collmann, 21. Prior, † 1705
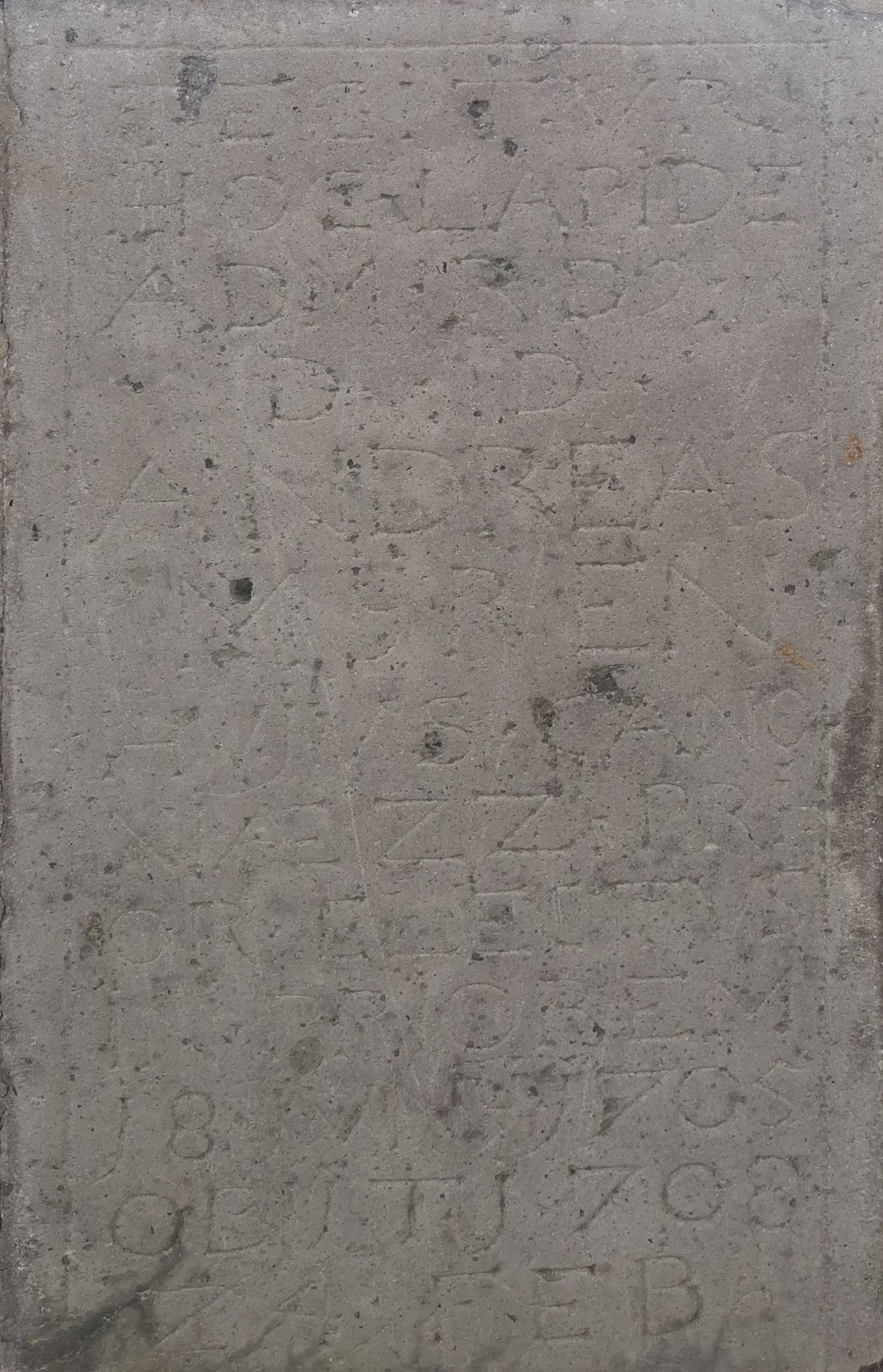
Andreas Myren, 22. Prior, † 1708
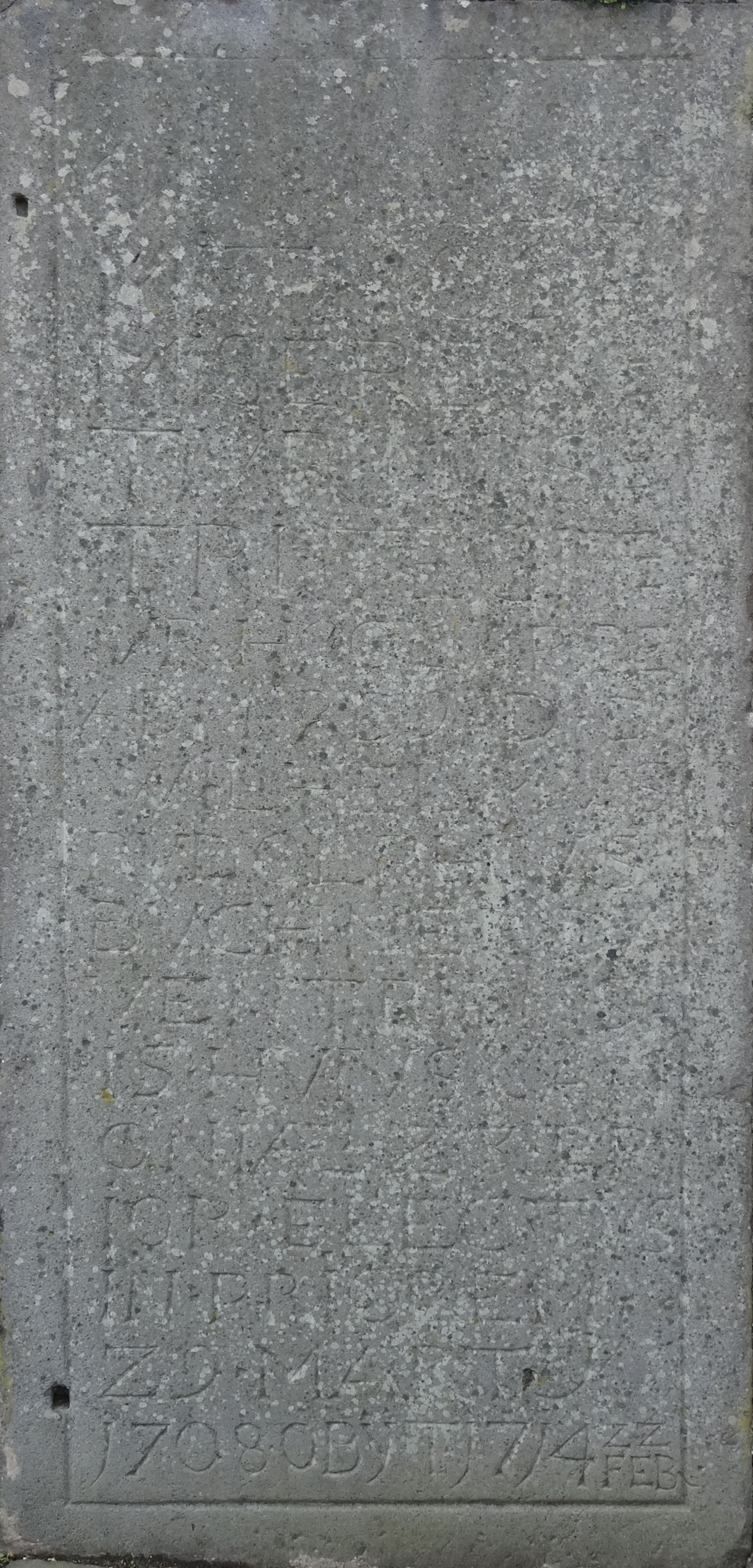
Wilhelm Rudolph Buchner, 23. Prior, † 1714
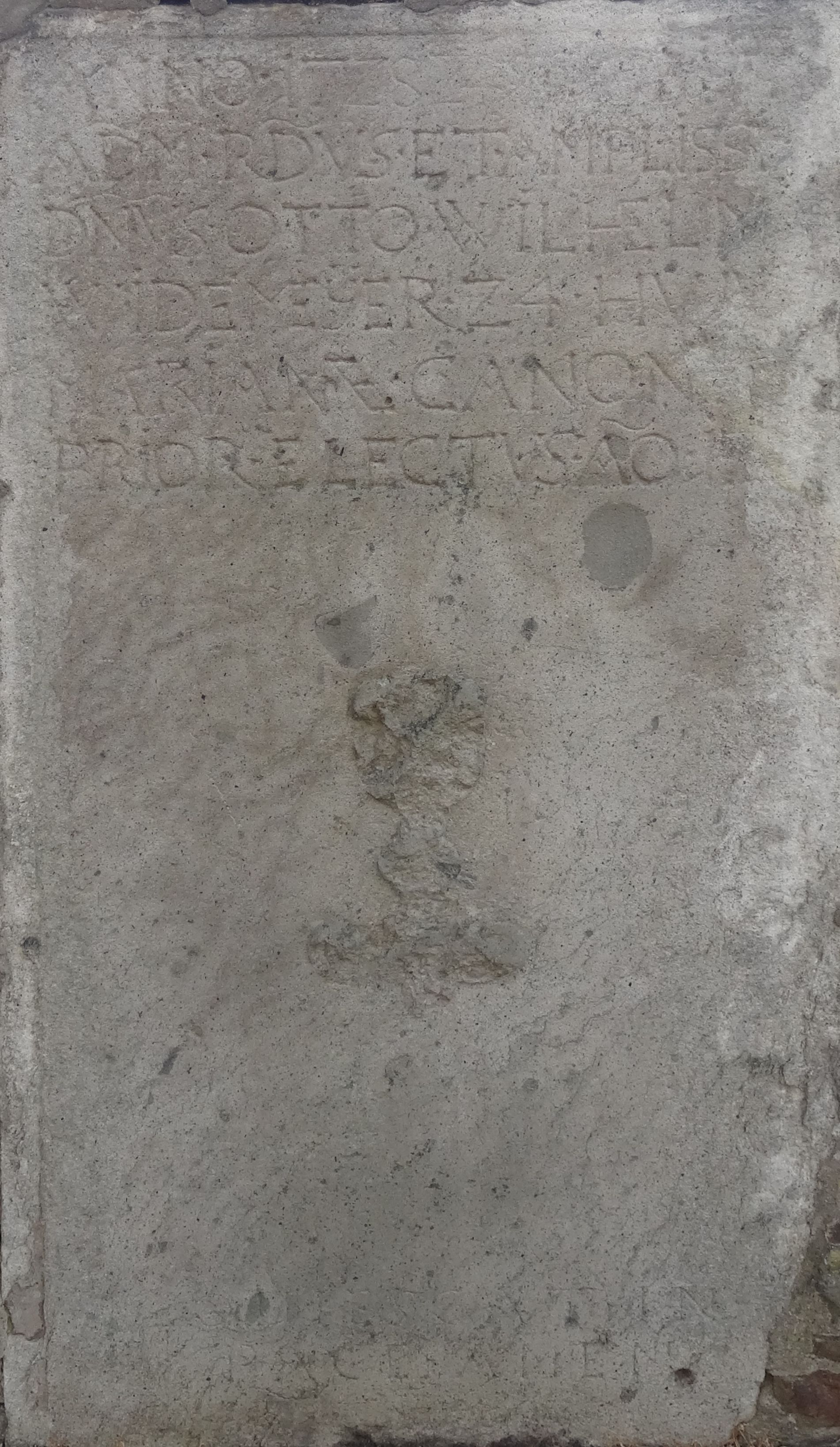
Otto Wilhelm Widemeyer, 24. Prior, † 1728
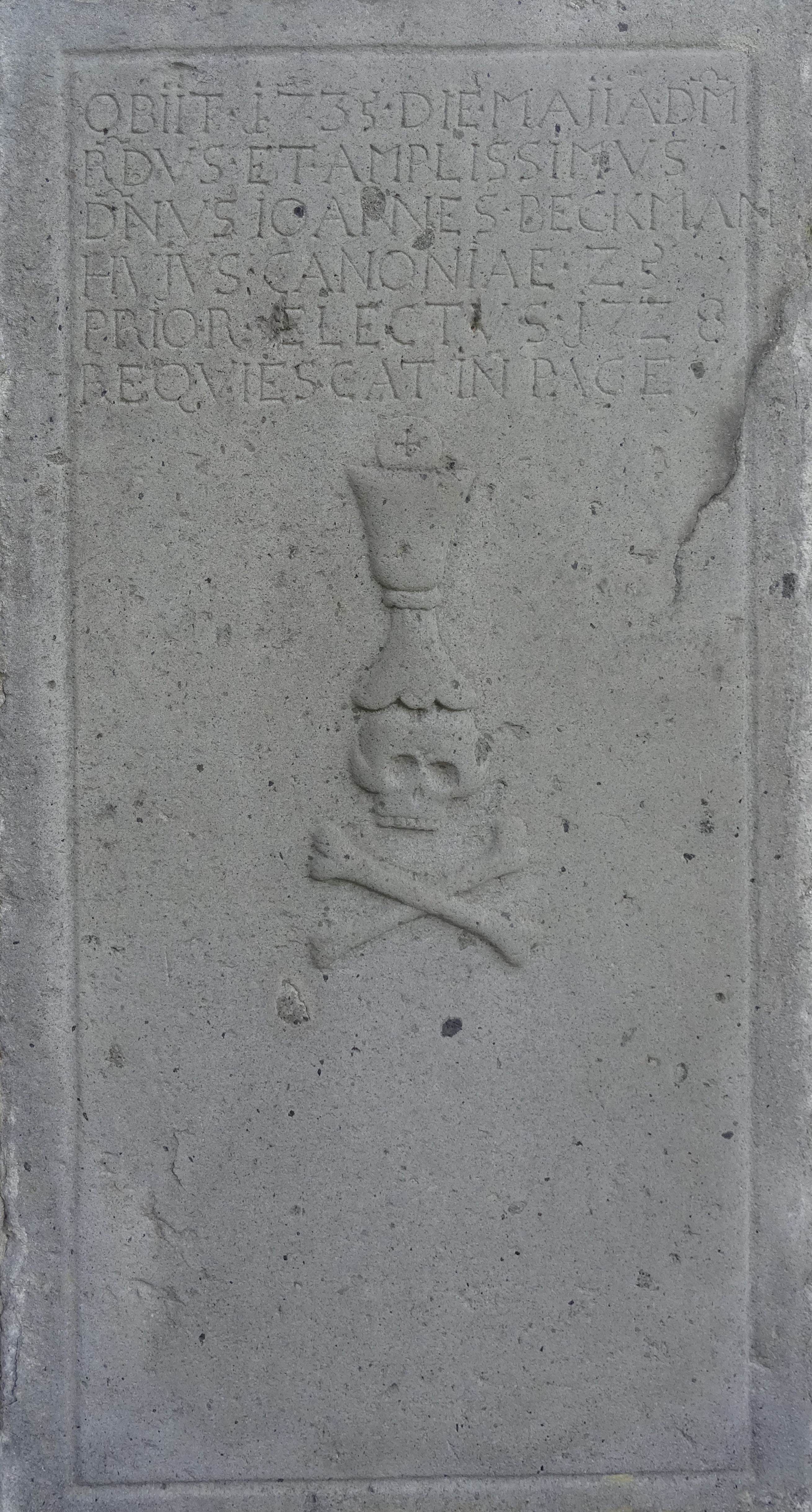
Johannes Beckmann, 25. Prior, † 1735
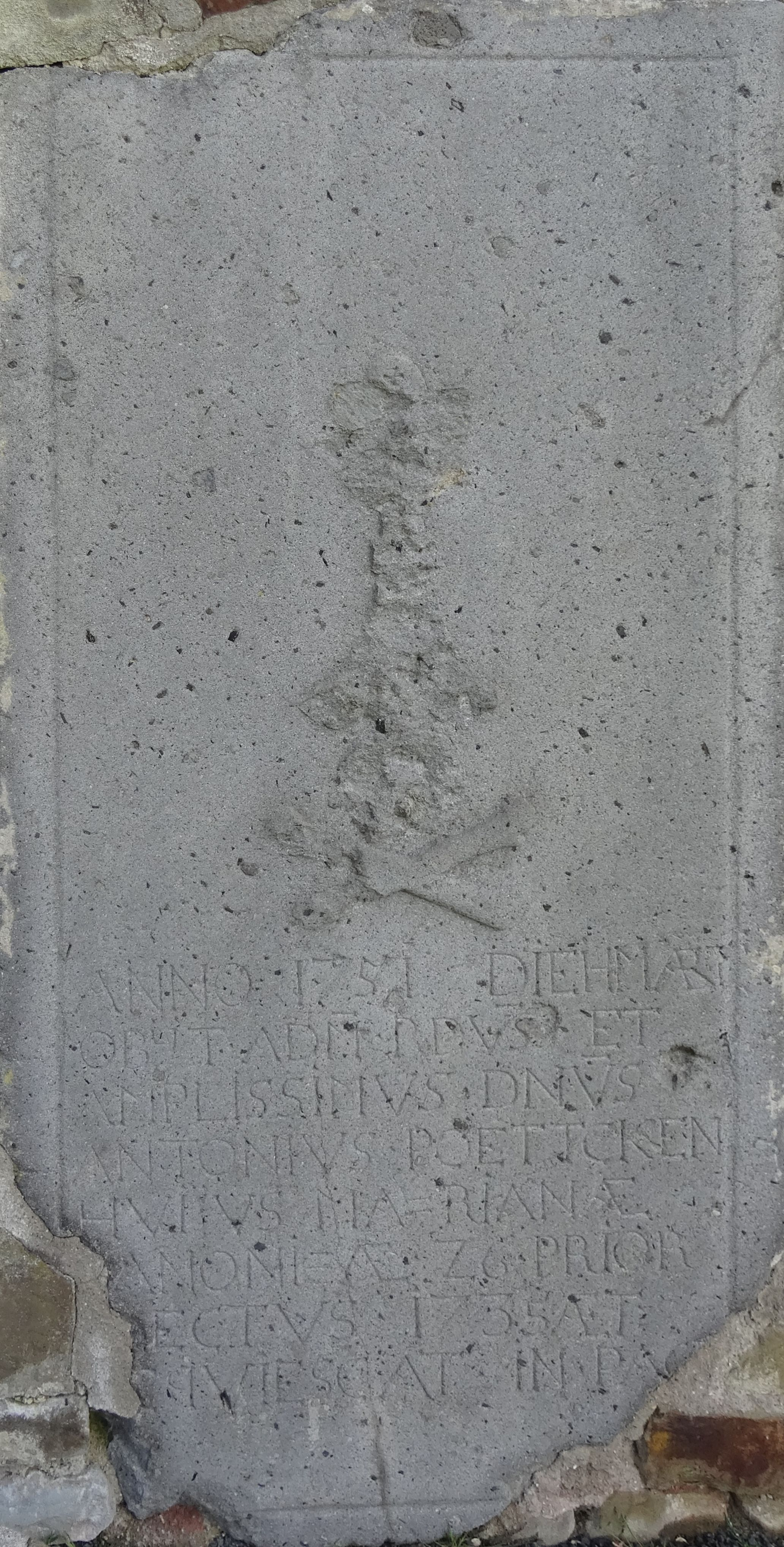
Antonius Poettcken, 26. Prior, † 1751